# Альмохадский халифат
Альмохадский халифат (араб. الموحدون‎ al-Muwahhidūn, аль-муваххидун, дословно — «единобожники»; исп. almohades) — государство в Северной Африке и Мусульманской Испании (1121—1269), которым управляла династия Альмохадов. Государство Альмохадов образовано в результате борьбы с Альморавидами. Наибольшее расширение территории государства при Абд аль-Мумине (1161). Распалось в результате Реконкисты.

## Возникновение движения Альмохадов
Движение Альмохадов зародилось как религиозное братство, основателем и идеологом которого был Мухаммад ибн Тумарт. Успеху его учения способствовала религиозная политика поздних правителей Альморавидов, нарушавшая многие нормы ислама. Поэтому проповедь Ибн Тумарта, призывавшая к возвращению чистоты нравов раннего ислама, строгому единобожию и запрету роскоши, нашла поддержку у многих правоверных. Этническую основу Альмохадов составили горные берберские племена масмуда, соперничавшие с кочевыми племенами санхаджа и зената, составлявшими основу и главную опору династии Альморавидов, господствовавших в это время в Магрибе. В 1121 году Ибн Тумарт был признан имамом несколькими племенами масмуда, объявил себя махди и начало священной войны против отступников Альморавидов. Центром движения Альмохадов в 1125 году стало селение Тинмель в горах Атласа, где число сторонников Ибн Тумарта постоянно увеличивалось. Структура власти при первых Альмохадах сохраняла черты берберской племенной организации. При махди существовали правительственный «совет десяти» и собрание представителей главных племён, которые участвовали в обсуждении государственных дел. Основные силы Альмохадов состояли из племён харга, хинтата и некоторых других, которые впоследствии составили привилегированную группу. В 1128 году Альмохады предприняли решительное наступление и осадили Марракеш, но не смогли овладеть им. Ближайший сподвижник Ибн Тумарта — Абд аль-Мумин после его смерти в 1130 году принял титулы халиф и амир аль-муминин (повелитель верующих). В 1130-е годы Альмохады расширяли своё влияние в горных областях Марокко, в восточных и южных районах страны.

## Образование государства
Со смертью Али ибн Юсуфа (1144 год) вокруг альморавидского наследства разгорелась обычная междоусобная борьба, и почти в это же время их христианский наемник генерал «Отступник» пал в сражении. Заната начали восставать, новый альморавидский правитель Ташфин ибн Али погиб в результате несчастного случая. После длительной осады был взят Фес, и с завоеванием в апреле 1147 года Марракеша альморавидскому правлению пришёл конец. Победившие Альмохады подвергли беспощадной казни всех Альморавидов.

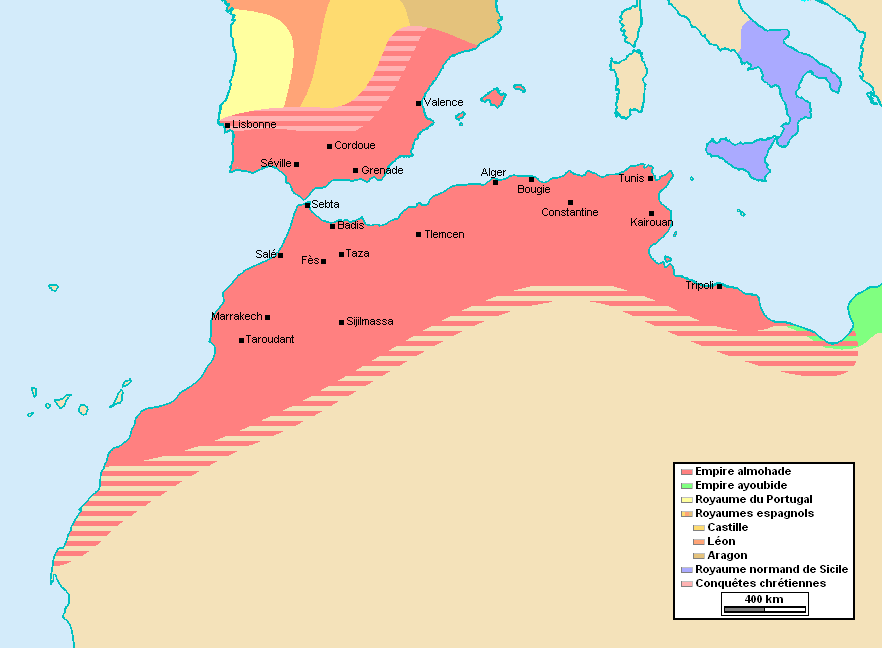
Держава Альмохадов в период наибольшего расширения

К 1151 году Абд аль-Мумин разгромил мелких князей, которые обосновались в Восточном Алжире на развалинах альморавидского государства, и взял к себе на службу арабов-кочевников, которых разбил у Сетифа.
Через девять лет он овладел всем Тунисом и Триполитанией. Незадолго до этого он уничтожил тех членов племени бергвата, кто пережил истребительную войну, которую столетием раньше вели против них Альморавиды. Вероятно, после его вступления в Марракеш, который обязан ему поистине королевской мечетью Кутубия, его убедили принять титул Амир аль-муминин, что официально поставило его вровень с аббасидским халифом и освободило от духовного сюзеренитета последнего.
Чтобы осуществлять контроль над администрацией и особенно над налогообложением на огромной территории альмохадского государства, самой большой территорией, когда-либо управлявшейся из Марокко, Абд аль-Мумин создал кадастр (таксир), содержавший опись земель от Суса до Барки (Киренаика). Всемирный атлас, составленный его современником, великим арабским географом ал-Идриси, уроженцем Сицилии, показывает, насколько смутны и путаны были представления людей той эпохи относительно географии земель, принадлежавших Альмохадам.
С падением могущества Альморавидов, мусульманская Испания, не проявлявшая симпатии к племенному объединению лемтуна, вернулась к состоянию раздробленности. Кучка мелких князей, невежественных и неспособных к учению, таких, как правители Бадахоса и Малаги, Валенсии и Ронды, не говоря уже о правителях Руэды и Касереса, требовала независимости, удержать которую она была не в состоянии, ибо не имела для этого ни военных, ни финансовых возможностей. Между тем в 1147 году Лиссабон навсегда перешёл к христианам, войска кастильцев подступили к самой Кордове, графы Барселоны захватили Тортосу и Лериду.
К 1145 году Альмохады уже начали приобретать опору на Пиренейском полуострове. В следующем году им сдался Кадис, но прошло более десяти лет, прежде чем они получили контроль над Южной Испанией, включая Гранаду, и снова отняли у христиан Альмерию. Испанской столицей Альмохадов стала Севилья, и сегодня Хиральда является свидетельством их могущества и великолепной строгости их стиля.
Пробыв пять лет в Испании, Абд аль-Мумин в 1162 году въехал в только что выстроенную крепость Рибат аль-Фатх, «Крепость победы» (нынешний Рабат, столица Марокко), где в следующем году умер.

## Расцвет

Карта, показывающая область, контролируемую Альмохадами, и пути атак из Кастилии и Арагона

Абд аль-Мумин был достаточно мудр и, чтобы удовлетворить своих берберов, предоставил им достойное место в правительстве; однако для управления страной ему были нужны образованные андалусийцы. Двойственность альмохадской государственной структуры, требовавшей сохранения равновесия между исполнительной властью халифа и теократической традицией, представляемой «Десяткой», не помешала Абд аль-Мумину установить наследственную власть своей семьи; он сделал это ещё в 1154 год. Вскоре после этого он назначил сыновей на самые важные правительственные посты, но приставил к ним советников из высших слоёв альмохадской аристократии. Его сын Юсуф I (Абу Якуб Юсуф I) пришёл к власти без всяких происшествий. В 1184 году, во время войны, он пал у Сантарема.
Следующие три правителя, из которых наиболее значительной фигурой был внук Абд аль-Мумина, Якуб аль-Мансур (Абу Юсуф Якуб аль-Мансур), «Победоносный» (1184—1199), также всходили на престол, не подавляя никаких мятежей; подобная династическая стабильность почти не имела параллелей в дар уль-исламе.
Эта стабильность позволила двум великим монархам, Юсуфу и Якубу, оказывать поддержку интеллектуальным устремлениям, хотя эти устремления содержали подтекст, несовместимый с теократическими основами власти Альмохадов. Вследствие изоляции двора от народа, столь обычной в мусульманских государствах, Якуб вполне мог полагать, что поддержка им философа Аверроэса (Ибн Рушда) неопасна в политическом отношении. Аверроэс был самым выдающимся арабским последователем Аристотеля и последним арабским мыслителем, который, несмотря на свой язык и религию, оказал влияние на христианский мир. Он продолжил диалог с греческой философией и религией, который начал аль-Газали своей классической критикой Авиценны, создал такую же классическую критику взглядов аль-Газали и в известном смысле завершил этот диалог, поскольку дискуссия не продолжалась из богословских соображений. Аверроэс демонстрирует двуликость религиозного ученого и нерелигиозного философа, нелегко понимаемую сегодня человеком Запада. В конце он ощущает необходимость продемонстрировать гармонию между рационалистическим умозаключением и сутью откровения, призвав к тому же себе на помощь учение стоиков о множественности обличий истины, но от нашего стиля мышления его взгляды остаются так же далеки, как воззрения Фараби и даже аль-Кинди, хотя последние куда более наивны.
Ибн Туфейль (ум. 1185 год), врач Юсуфа, пытался добиться гармонии между разумом и религией откровения иначе, чем это сделал Аверроэс. Он снова использовал тему, введенную в литературу Авиценной, и описал историю сироты, который вырос на необитаемом острове и с помощью собственного разума проник в сущность бога и мира. Когда герой его повествования через вазира, состоящего на службе у короля соседнего острова, знакомится с принципами религии откровения, он понимает, что в своей основе она тождественна истинам, которые он приобрел с помощью разума. Эта похожая на роман история Хай ибн Якзана («Живой, сын Бодрствующего») проникла через еврейскую, а позднее латинскую в английскую литературу (к 1708 году) и оказала заметное влияние на роман Дефо о Робинзоне Крузо (1719 год).
Идеи этих ученых своей интеллектуальной базой, направлением и даже содержанием были почти тождественны политическим взглядам жившего значительно раньше их Ибн Баджжи (Авемпас, ум. 1138 год), универсального мыслителя, который, как рассказывают, был отравлен фесскими фукаха. Против Аверроэса выступили также фукаха (на этот раз испанские), не принимавшие его аристотелианских теорий вечности мира и его утверждения, что божественное знание не занимается частностями.
Так как Якуб, ведя войну против христиан, нуждался в поддержке фукаха, они заставили его наказать Аверроэса; однако халиф проявил максимально возможную мягкость и выслал его в Африку; его философские труды были сожжены. После победы при Аларкосе над кастильскими войсками короля Альфонса VIII, северо-восточнее Кордовы (19 июля 1195 года), явившейся последним триумфом мусульманских армий на испанской земле, Якуб снова получил свободу действий; он призвал Аверроэса ко двору в Марракеше; однако и халиф и философ вскоре скончались один за другим.
Юсуф тоже был двулик. С самого начала движения рисорджименто («возрождение»), возглавленного Альморавидами, положение христиан и евреев ухудшилось. Христианские общины в Северной Африке вообще уже ослабели; вскоре они окончательно исчезли; евреев, противившихся полной ассимиляции, безжалостно притесняли. Тем не менее дело нашлось и Альмохадам: в своем рвении они нарушали предписания шариата и прибегали к насилию. После завоевания Туниса ахль-китаб буквально оказались перед альтернативой: принять ислам или умереть; но так было лишь в теории, во всяком случае осуществлялась эта угроза только в отношении язычников. Серия казней была убедительной иллюстрацией нового толкования ислама.
Халиф Якуб подчинил евреев чрезвычайно стеснительным правилам, касающимся одежды, ибо испытывал недоверие к подлинным чувствам тех, кто был обращен в ислам насильственно. Его преемники смягчили свою политику по отношению к евреям, но не отказались от требования носить желтые одежды и тюрбаны — чтобы облегчить надзор и унизить их. Как и следовало ожидать, после падения Альмохадов эти еврейские общины открыто вернулись к своей традиционной вере. Местные христиане при Альмохадах окончательно сошли со сцены. Только чужеземным наемникам и торговцам дозволялось исповедовать христианскую религию.
В Испании подобное было абсолютно невозможно. Но даже там евреи были ослаблены экономически высокими налогами, а «арабизованных» христиан так замучили всяческими притеснениями, что многие из них были вынуждены эмигрировать на отвоеванные у мусульман территории. Вскоре режим заключил мир с маликитскими фукаха, и в Испании не возникло ни одного самостоятельного мазхаба, соответствовавшего принципам махди. Фанатизм Альмохадов носил здесь явно политический характер, так как цель его состояла в том, чтобы противопоставить Реконкисте объединённый мусульманский юг. Практически же они добились лишь ожесточения борьбы религиозных фронтов и растущего стремления все более широких слоев народа превратиться в подданных Кастилии.

## Ослабление Альмохадов. Христиане берут реванш
Волнения в Африке не позволили Юсуфу воспользоваться плодами победы, добытой в сражении при Аларкосе. Тот же самый Альфонсо VIII Кастильский, который был разбит у Аларкоса, нанёс сокрушительное поражение преемнику Юсуфа почти день в день семнадцать лет спустя в битве у Лас Навас де Толоса, немного южнее Аларкоса. С того времени испанские дела стали отходить для них на второй план, ибо куда важнее было сохранить власть в сердце империи — в Африке.
Вскоре упадок могущества стал проявляться в династических распрях. Преемник ан-Насира, разбитого при Лас Навас, аль-Мустансир, пал жертвой альмохадских шейхов. Его смерть в 1224 году послужила причиной первой в истории династии гражданской войны или войны за наследство. Следующие два правителя потерпели неудачу в попытках установить равновесие сил и умерли насильственной смертью: один — в 1224 году, другой — в 1227 году. При них властью завладели альмохадские шейхи; они подвергли опасности военную и административную устойчивость государства. Попытку спасти империю путём радикальных преобразований предпринял аль-Мамун, рождённый и воспитанный в Испании.
Последние десятилетия века принесли с собой лишь опасные восстания, в первую очередь мятеж боковой ветви Альморавидов — Бану Гания, которые высадились в Северной Африке, покинув свои крепости на Балеарских островах; Бану Гания не были покорены до 1205 года.
Идеология муваххидун все больше теряла свою силу. Политическая пресыщенность сочеталась с соблазнами испанской городской культуры, ослаблявшей сплоченность тех, кто нес на своих плечах бремя власти; племена и подчиненные области выдвигали партикуляристские требования; положение Альмохадов становилось опасным. Поэтому аль-Мамун торжественно отрёкся в Большой мечети Марракеша от доктрины Ибн Тумарта и отказал ему в титуле махди, который, по его словам, мог быть признан только за Иисусом. Казнь множества мятежных альмохадских шейхов подчеркнула отказ халифа от учения, которое одно только и было в состоянии упрочить его позицию. Но Марракеш был захвачен христианскими наёмниками, подобно тому, как то произошло при последних Альморавидах; это были единственные войска, на которые халиф мог опереться.
Акт отчаяния, на который пошёл аль-Мамун, не привел к желанному успеху. Прочные узы, скреплявшие империю воедино, порвались. Хафсидский наместник Ифрикийи фактически вышел из имперской федерации; один альмохадский князь восстал в Сеуте, другой — в Марракеше и Сиджильмасе; в Северо-Восточной Испании Сарагоса перешла в руки мусульманской династии.
Ловкость сына аль-Мамуна — Абд аль-Вахид ар-Рашида, который снова провозгласил истинность учения Ибн Тумарта, не смогла надолго оттянуть гибель. В 1230 году Альмохады отказались от четырёхугольных монет и прекратили чеканку монеты с надписью, помещённой в четырёхугольнике; на традиционных круглых монетах, снова введенных в обращение, отныне отсутствовал символ махай; это был ещё один признак того, что династия отреклась от «закона, с помощью которого она пришла к власти», и что она искала пути к нормализации, чтобы сделаться приемлемой для ортодоксов.

## Падение

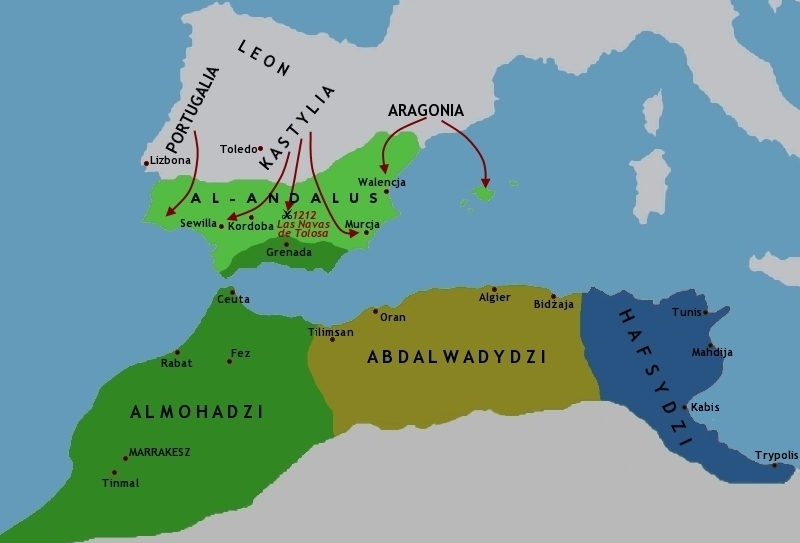
Государства, возникшие на основе владений Альмохадов

Вскоре Мусульманская Испания снова распалась на мелкие и мельчайшие княжества, после чего они были с поразительной быстротой поглощены христианами. В 1236 году Фердинанд III Кастильский овладел Кордовой. В 1248 году после долгой осады пала Севилья. Арагон уже завершил завоевание Балеарских островов (1233 год).
У испанского ислама осталось только одно убежище: Насриды (бану аль-ахмар) из Архоны укрепились в 1238 году в Гранаде и, нечувствительные к унижениям, сумели проводить политику, достаточно искусную, чтобы сохранить в своих руках этот мусульманский анклав до 1492 года. Они даже передали в распоряжение Фердинанда военный отряд для помощи в завоевании Севильи.
В то время как Испания освобождалась от державшей её хватки, племя бану марин из группы зената разрушали африканскую базу империи. В 1235 году племя абд аль-вад (именовавшееся также бану заййан) захватило Западный Алжир с Тлемсеном. Лишь политическая недисциплинированность берберов, которых нельзя было обуздать никакой объединяющей религиозной традицией, позволила Альмохадам удержаться в Марракеше — до 1269 года, когда их власть была окончательно уничтожена Маринидами.

## Халифы из династии Альмохадов
- Абд аль-Мумин 1130—1163
- Абу Якуб Юсуф 1163—1184
- Якуб аль-Мансур 1184—1199
- Мухаммад ибн Якуб ан-Насир 1199—1213
- Абу Якуб Юсуф аль-Мустансир 1213—1224
- Абдул-Вахид I 1224
- Абдуллах аль-Адиль 1224—1227
- Абу Закария аль-Мутасим 1227—1235
- Абу Ала аль-Мамун 1227—1232
- Абд аль-Вахид ар-Рашид 1232—1242
- Али Абуль-Хасан ас-Саид 1242—1248
- Умар аль-Мустафик 1248—1266
- Абу Дабус 1266—1269